# Daniel Chapman Stillson
Daniel Chapman Stillson (25 de marzo de 1826 - 23 de agosto de 1899) fue un inventor estadounidense que desarrolló la llave de tubo ajustable, más conocida como llave Stillson en su honor.

## Biografía
Nació 25 de marzo de 1826 en Durham, Nueva Hampshire. Era hijo de Nancy Chapman y William Stillson. Se casó con Ellen Raynes Davis el 18 de abril de 1855.
Fue maquinista durante la guerra civil estadounidense y sirvió en el primer viaje de David Glasgow Farragut como vicealmirante. Al final de la Guerra Civil, Stillson regresó a Charlestown, Massachusetts, y finalmente se trasladó a Cambridge, Massachusetts. Luego trabajó como maquinista en la empresa J. J. Walworth Company en la sección Cambridgeport puerto de Cambridge, Massachusetts. Durante su estancia en la empresa J. J. Walworth Company, desarrolló su llave de tubo.
El 13 de septiembre de 1870, se emitió su patente. Stillson recibió unos 80.000 dólares en regalías durante su vida.
Murió el 23 de agosto de 1899, y sus restos yacen en el cementerio de Mount Auburn en Cambridge y Watertown, Massachusetts.

## Patente
Patente USPTO n.º 95744